# Tarbuttita
La tarbuttita es un mineral de la clase de los minerales fosfatos, y dentro de esta pertenece al llamado “grupo de la olivenita”. Fue descubierta en 1907 en Kabwe, en la provincia Central (Zambia), siendo nombrada así en honor de Percy C. Tarbutt, minero inglés.

## Características químicas
Es un fosfato hidroxilado de cinc. El grupo de la olivenita en que se encuadra son fosfatos y arsenatos hidroxilados de un metal.
Puede adoptar un pseudomorfismo con la smithsonita, descloizita y posiblemente también con la hemimorfita. Puede alterarse transformándose en parahopeíta.

## Formación y yacimientos
Aparece como mineral secundario raro en yacimientos de fosfatos de cinc, en la parte superior de la zona de oxidación donde las soluciones de fosfato reaccionan con la primeramente formadas hemimorfita o cerusita.
Suele encontrarse asociado a otros minerales como: hopeíta, hemimorfita, smithsonita, parahopeíta, hidrocincita, scholzita, cerusita, piromorfita, descloizita, vanadinita o limonita.